# Діерфілд (Нью-Гемпшир)
Діерфілд (англ. Deerfield) — місто (англ. town) в США, в окрузі Рокінґгем штату Нью-Гемпшир. Населення — 4855 осіб (2020).

## Демографія
Згідно з переписом 2010 року, у місті мешкало 4280 осіб у 1537 домогосподарствах у складі 1199 родин. Було 1743 помешкання
Расовий склад населення:
| - 98,1 % — білих - 0,3 % — азіатів - 0,2 % — чорних або афроамериканців - 0,1 % — корінних американців |

До двох чи більше рас належало 1,1 %. Частка іспаномовних становила 0,6 % від усіх жителів.
За віковим діапазоном населення розподілялося таким чином: 24,0 % — особи молодші 18 років, 66,2 % — особи у віці 18—64 років, 9,8 % — особи у віці 65 років та старші. Медіана віку мешканця становила 42,0 року. На 100 осіб жіночої статі у місті припадало 97,2 чоловіків;  на 100 жінок у віці від 18 років та старших — 96,6 чоловіків також старших 18 років.
Середній дохід на одне домашнє господарство  становив 106 033 долари США (медіана — 92 767), а середній дохід на одну сім'ю — 109 221 долар (медіана — 94 396). Медіана доходів становила 58 783 долари для чоловіків та 53 537 доларів для жінок. За межею бідності перебувало 5,2 % осіб, у тому числі 4,7 % дітей у віці до 18 років та 6,5 % осіб у віці 65 років та старших.
Цивільне працевлаштоване населення становило 2460 осіб. Основні галузі зайнятості: освіта, охорона здоров'я та соціальна допомога — 26,5 %, роздрібна торгівля — 13,7 %, виробництво — 12,0 %.